# Lasioglossum pauperatum
De Lasioglossum pauperatum (tên tiếng Anh: kleinste groefbij) là một loài Hymenoptera trong họ Halictidae. Loài này được Brullé mô tả khoa học năm 1832.